# Đảng Nhân dân Cách mạng Lào
Đảng Nhân dân Cách mạng Lào là đảng cầm quyền ở Lào theo Hiến pháp.
Đảng Nhân dân Cách mạng Lào chính thức thành lập vào ngày 22 tháng 3 năm 1955. Đảng đã lãnh đạo phong trào, cuộc nổi dậy chống lại Chính phủ Hoàng gia Lào và hỗ trợ Việt Nam Dân chủ Cộng hòa trong Chiến tranh Việt Nam. Cuộc nổi dậy lên đến đỉnh điểm vào năm 1975, với việc Đảng Nhân dân Cách mạng Lào giành chính quyền. Trong những năm đầu tiên cầm quyền, Đảng đã tăng cường quyền kiểm soát đối với xã hội và cố gắng thiết lập 1 nền kinh tế kế hoạch dựa trên mô hình của Liên Xô. Trong những năm 1980, chịu ảnh hưởng của cải cách thị trường ở Trung Quốc và Việt Nam, Đảng Nhân dân Cách mạng Lào đã khởi xướng các chương trình cải cách kinh tế nhằm tư nhân hóa các công ty nhà nước và hợp pháp hóa tài sản tư nhân.
Hình thức tổ chức của Đảng Nhân dân Cách mạng Lào là nguyên tắc tập trung dân chủ. Cơ quan cao nhất của Đảng là Đại hội Đại biểu toàn quốc, nơi sẽ bầu ra Ban Chấp hành Trung ương. Giữa các kỳ Đại hội Đảng, Ban Chấp hành Trung ương Đảng là cơ quan tối cao quyết định các vấn đề của Đảng. Sau Đại hội, Trung ương sẽ bầu ra Bộ Chính trị, Ban Bí thư, và bầu 1 Ủy viên Bộ Chính trị làm Tổng Bí thư, người giữ chức vụ cao nhất của Đảng. Giữa các kỳ họp của Ban Chấp hành Trung ương, Bộ Chính trị là cơ quan quyết định cao nhất. Bộ Chính trị khóa XI gồm 13 thành viên. Lãnh đạo Đảng là Thongloun Sisoulith, người giữ các chức danh Tổng Bí thư Ban Chấp hành Trung ương, Chủ nhiệm Ủy ban Quốc phòng và Công an, Thủ tướng Lào, người đứng đầu Chính phủ.
Đảng Nhân dân Cách mạng Lào kiên định đi theo chủ nghĩa cộng sản và tham gia Cuộc gặp Quốc tế các Đảng Cộng sản và Công nhân, 1 diễn đàn quốc tế thường niên của các Đảng cộng sản. Theo Điều lệ Đảng, Đảng Nhân dân Cách mạng Lào lấy chủ nghĩa Mác - Lênin và tư tưởng Kaysone Phomvihane làm nền tảng tư tưởng. Khi lên nắm quyền vào năm 1975, Đảng đã tìm cách xóa bỏ phương thức sản xuất tư bản chủ nghĩa và thiết lập phương thức sản xuất xã hội chủ nghĩa. Đến những năm 1990, Đảng đã áp dụng chủ nghĩa tư bản nhà nước, 1 khâu trung gian trong thời kỳ quá độ lên chủ nghĩa xã hội.

## Lịch sử

### Bối cảnh, thành lập và cuộc Cách mạng Dân chủ Quốc gia (1951–1975)
Tháng 2 năm 1951, Đại hội đại biểu toàn quốc lần thứ II của Đảng Cộng sản Đông Dương họp tại Tuyên Quang. Đại hội quyết định tách Đảng Cộng sản Đông Dương thành 3 Đảng riêng ở mỗi nước Việt Nam, Lào, Campuchia. Chi bộ của Đảng Cộng sản Đông Dương ở Việt Nam bị đổi tên thành Đảng Lao Động Việt Nam. Theo Joseph J. Zasloff, việc xóa bỏ cái mác 'Đông Dương' dường như để thu hút tình cảm dân tộc chủ nghĩa ở Việt Nam, Lào và Campuchia. Ngay sau Đại hội đại biểu toàn quốc lần thứ II, 1 liên minh Việt-Lào-Khmer đã thành lập. Đến năm 1952, Đảng Lao Động Việt Nam đã chỉ đạo 1 số thành viên chi bộ ở Lào thành lập 1 Ban Tổ chức Đảng (còn gọi là Ủy ban Vận động thành lập Đảng) đứng đầu bởi: Kaysone Phomvihane (làm Bí thư), Nouhak Phoumsavanh, Sisavath Keobounphanh, Boun Phommahaxai, và Khamsen. Trong những năm tiếp theo, bị sự hướng dẫn của các cố vấn Việt Nam, 1 số cán bộ cộng sản bắt đầu thành lập các chi bộ trong vùng hoạt động của mình, dẫn đến sự xuất hiện của các đảng ở những vùng khác nhau của Lào, mỗi đảng có 1 tên gọi khác nhau. Sau Hội nghị Geneve năm 1954, các cố vấn Việt Nam kêu gọi các đảng viên Lào tập hợp các tổ chức đảng khác nhau thành 1 đảng duy nhất. Ngày 22 tháng 3 năm 1955, Đại hội thành lập đã họp và thành lập Đảng Nhân dân Lào (LPP).
Vào năm 1957 và 1958, 1 số lượng đảng viên bị bắt, tù đày hoặc bị giết bởi sự đàn áp của chính phủ. Từ năm 1959, Việt Nam Dân chủ Cộng hòa tăng cường hỗ trợ về vật lực và nhân lực cho Đảng Nhân dân Lào và Pathet Lào. 3 năm sau, lực lượng cộng sản đã kiểm soát hơn 1 nửa đất nước.
Từ tháng 12 năm 1974 đến tháng 1 năm 1975, quân đội hoàng gia ở huyện Houei Sai tỉnh Houa Khong, và ở tỉnh Khammouane, bắt đầu 1 cuộc nổi dậy chống lại chính quyền. Trước tình hình đó, Đảng Nhân dân Cách mạng Lào, thông qua Pathet Lào, giành quyền kiểm soát các tuyến đường dẫn đến Viêng Chăn, từ đó cắt đứt nguồn cung cấp đến thủ đô. Vào ngày 26 tháng 11, đại diện của Đảng Nhân dân Cách mạng Lào đã cố gắng để chế độ quân chủ "tự nguyện" từ bỏ tài sản của hoàng gia và thoái vị. Đảng đã triệu tập Đại hội Đại biểu Nhân dân Toàn quốc từ ngày 1 đến ngày 2 tháng 12 năm 1975. Đại hội giải tán Vương quốc Lào, thành lập Cộng hòa Dân chủ Nhân dân Lào, và tuyên bố kết thúc cuộc Cách mạng Dân chủ Quốc gia kéo dài 30 năm.

### Đảng cầm quyền (1975–)
Trong những năm đầu tiên cầm quyền, Đảng vẫn giữ những đường lối bí mật. Chính phủ đóng cửa các tổ chức tin tức độc lập. Các tổ chức không muốn bị giải thể đã buộc phải tìm kiếm thành viên của Mặt trận Lào Xây dựng Tổ quốc (LFNC), 1 tổ chức quần chúng do Đảng Nhân dân Cách mạng Lào kiểm soát. Đảng Nhân dân Cách mạng Lào và LFNC đã tổ chức các cuộc gặp trên khắp cả nước để giáo dục người dân về đường lối của Đảng và truyền bá học thuyết Mác-Lênin.
Năm 1978, Đảng Nhân dân Cách mạng Lào tiếp tục quá trình chuyển đổi xã hội chủ nghĩa bằng cách tập thể hóa nông nghiệp. Theo Martin Stuart-Fox, Đảng Nhân dân Cách mạng Lào tin rằng năng suất nông nghiệp chỉ có thể bị nâng cao thông qua quy mô kinh tế (tương tự với mô hình công nghiệp), và điều này chỉ có thể đạt được bằng sở hữu tập thể đối với tư liệu sản xuất. Hợp tác xã có thể tối đa hóa việc sử dụng các nguyên liệu đầu vào sản xuất nông nghiệp. Mục tiêu kép của quá trình tập thể hóa là xóa bỏ sở hữu tư nhân ở nông thôn và tăng cường kiểm soát chính trị tại các khu vực trước đây do Chính phủ Hoàng gia Lào kiểm soát. 1 số khu vực chống lại chính sách tập thể hóa. Do đó, Ủy ban Trung ương Đảng Nhân dân Cách mạng Lào đã từ bỏ việc tập thể hóa vào năm 1981. Thay vì nhấn mạnh đến tính tập thể, Đảng Nhân dân Cách mạng Lào bắt đầu tập trung vào việc sử dụng các thiết bị nông nghiệp hiện đại để nâng cao hiệu quả kinh tế. Đến năm 1988, Kaysone Phomvihane thừa nhận rằng tập thể hóa đã thất bại, cho rằng chính sách hợp tác xã theo kiểu cũ không phù hợp, mà phải bắt đầu từ hộ gia đình cá thể. 2 năm sau, vào năm 1990, đa số các hợp tác xã nông nghiệp đã không còn tồn tại.
Năm 1986, tại Đại hội đại biểu toàn quốc lần thứ VIII, Đảng Nhân dân Cách mạng Lào bắt đầu xóa bỏ nền kinh tế kế hoạch, lấy cảm hứng từ mô hình của Liên Xô. Kaysone Phomvihane, trong Báo cáo Chính trị của Ban Chấp hành Trung ương lần thứ III, nhấn mạnh rằng những khuyết điểm chính nằm việc chủ quan và nóng vội trong quá trình xóa bỏ các thành phần kinh tế phi xã hội chủ nghĩa, nghiêng về chủ nghĩa quân bình. Kết quả là đã "không khuyến khích những người lao động giỏi, có năng suất lao động cao, người dân không nhận thức được mối quan hệ giữa trách nhiệm, quyền lợi, nghĩa vụ và lợi ích". Với danh nghĩa hạch toán kinh tế xã hội chủ nghĩa, Đảng Nhân dân Cách mạng Lào bắt đầu cắt các doanh nghiệp nhà nước khỏi ngân sách nhà nước, buộc các doanh nghiệp phải tự tồn tại trên thị trường tự do. Năm 1988, trong bối cảnh cuộc khủng hoảng đang diễn ra ở Khối phía Đông và Liên Xô, những cải cách tiếp theo đã bị đưa ra. 1 bộ luật thân thiện với Đầu tư trực tiếp nước ngoài đã bị thông qua và các liên doanh bị khuyến khích. 1 lý do cho những thay đổi này là sự sụt giảm viện trợ nước ngoài, trong đó 70% từ Liên Xô và Khối phía Đông. Năm 1988, tổng viện trợ nước ngoài từ Khối phía Đông là 52 triệu đô la Mỹ; đến năm 1989 là 1 triệu đô la Mỹ, và không có khoản nào bị nhận vào năm 1990.
1 số sinh viên bắt đầu chỉ trích sự độc quyền quyền lực chính trị của Đảng Nhân dân Cách mạng Lào và bắt đầu kêu gọi 1 hệ thống đa đảng, khuyến khích bởi Câu lạc bộ Dân chủ Xã hội, 1 nhóm gồm 40 trí thức Lào. Thongsouk Saisangkhi, Thứ trưởng Bộ Khoa học và Công nghệ, sau đó đã nộp đơn từ chức và cáo buộc Đảng Nhân dân Cách mạng Lào đã thiết lập 1 "chế độ quân chủ cộng sản" và "triều đại của Bộ Chính trị". Thongsouk Saisang, Thứ trưởng Kinh tế và Kế hoạch Latsami Khamphoui và 1 cán bộ Bộ Tư pháp Pheng Sakchittaphong đã bị bắt giam vào tháng 10 năm 1990, và bị kết án 14 năm tù vào tháng 11 năm 1992. Năm đó, 1 hiến pháp mới đã bị thông qua, theo đó Lào là 1 nước chuyên chính dân chủ nhân dân dưới sự lãnh đạo của Đảng Nhân dân Cách mạng Lào. Thay vì xoa dịu lời chỉ trích, Khamtai Siphandon, 1 ủy viên Bộ Chính trị vào thời điểm đó, tuyên bố dứt khoát rằng "Đảng cũng là Đảng duy nhất mà nhân dân tin tưởng. Tất cả những lời vu khống và âm mưu nhằm làm suy yếu vai trò lãnh đạo của Đảng đều được coi là đi ngược lại với lịch sử và lợi ích quốc gia."
Clay Wescott lưu ý rằng Đảng "đã thể hiện bản thân rất kiên cường. Quá trình chuyển giao quyền lực có xu hướng suôn sẻ, thế hệ lãnh đạo mới đã chứng tỏ sự cởi mở hơn với cải cách và Bộ Chính trị hiện có một số đa dạng về sắc tộc." Sau mười bốn năm đảm nhiệm cương vị Tổng Bí thư Đảng Nhân dân Cách mạng Lào, Khamtai Siphandon từ chức vào năm 2006, và bị kế nhiệm bởi Choummaly Sayasone. Bounnhang Vorachith kế nhiệm Sayasone làm Tổng Bí thư vào năm 2016, tại chức cho đến khi Thongloun Sisoulith bị bầu làm Tổng Bí thư Ban Chấp hành Trung ương Đảng Nhân dân Cách mạng Lào vào năm 2021.

## Quản trị

### Nguyên tắc tập trung dân chủ
Đảng bị tổ chức chính thức trên cơ sở nguyên tắc tập trung dân chủ, 1 nguyên tắc do nhà lý luận Mác xít Nga Vladimir Lenin hình thành. Điều này đòi hỏi các cơ quan Đảng cấp dưới tuân theo quyết định của cấp trên, chẳng hạn như Ủy ban Trung ương Đảng Nhân dân Cách mạng Lào. Đồng thời, điều này cũng kéo theo 1 lệnh cấm đối với các phe phái trong nội bộ Đảng. Cuối cùng, mọi cơ quan ra quyết định phải bị hướng dẫn bởi nguyên tắc lãnh đạo tập thể, 1 quy trình nhấn mạnh đến việc ra quyết định của tập thể, trái ngược với sự thống trị của 1 người. Tổng Bí thư Đảng Nhân dân Cách mạng Lào Kaysone Phomvihane, trong bài phát biểu trước Đại hội đại biểu toàn quốc lần thứ V năm 1991, đã tuyên bố nguyên tắc dân chủ của Đảng là dân chủ tập trung, vì vậy, phải thực hiện nghiêm túc nguyên tắc thiểu số phải nhường đa số; cơ quan lãnh đạo cấp dưới thi hành mệnh lệnh của cơ quan lãnh đạo cấp trên và toàn Đảng làm theo Ban Chấp hành Trung ương.

### Độc quyền quyền lực

Đảng Nhân dân Cách mạng Lào có độc quyền về quyền lực nhà nước ở quốc gia.

Nhà nước duy trì quyền lực tập trung và thống nhất dựa trên nguyên tắc tập trung dân chủ. Với tư cách là quốc gia "đa dạng về sắc tộc nhất" ở Đông Nam Á, hệ thống nhà nước đơn nhất của Lào bị hợp pháp hóa bằng hội nhập xã hội chủ nghĩa (socialist integrationism). Trường phái tư tưởng này coi các tầng lớp xã hội là thành phần quan trọng của tư tưởng và thực tiễn xã hội, và coi việc thúc đẩy phân phối công bằng là ưu tiên công cộng. Nói cách khác, sự khác biệt về giai cấp, thu nhập và địa vị quan trọng hơn sự khác biệt về sắc tộc. Theo Stuart-Fox, Đảng điều khiển nhà nước đơn nhất thông qua chính phủ, bộ máy hành chính, các tổ chức đoàn thể và quân đội. Các chi bộ Đảng hoạt động ở tất cả các cơ quan và tuyển chọn những người có triển vọng vào Đảng. Nhà kinh tế Bounlonh J.Soukamneuth đồng tình với đánh giá của Stuart-Fox và cho rằng Đảng thâm nhập vào tất cả các thể chế của chính phủ và những lĩnh vực của xã hội. Tất cả các tổ chức của Đảng, Nhà nước (từ bộ máy chính quyền, tổ chức quần chúng, quân đội) đều thực hiện các chỉ thị của Đảng.
Đảng đã thành lập các chi bộ trong mọi cơ quan nhà nước. Mục đích là đảm bảo sự lãnh đạo tuyệt đối và trực tiếp của Đảng đối với tất cả mọi việc, từ việc vạch ra các đường lối và chính sách, đến việc tổ chức thực hiện và kiểm soát. Thành quả là, theo cựu Tổng Bí thư Đảng Nhân dân Cách mạng Lào Khamtai Siphandon, việc sự lãnh đạo của Đảng chỉ huy các sự kiện lịch sử. Điều này có nghĩa là các cơ quan nhà nước, chẳng hạn như Chính phủ Lào, thực hiện các chỉ thị của Đảng. Mỗi bộ của chính phủ bổ nhiệm 1 thứ trưởng chịu trách nhiệm thực hiện các chỉ thị của Đảng.
Lời mở đầu của hiến pháp Lào nói rằng "sự lãnh đạo đúng đắn của Đảng Cộng sản Đông Dương trước đây và Đảng Nhân dân Cách mạng Lào hiện nay" giải thích vai trò của Đảng đối với xã hội. Không giống như vai trò theo luật định của Đảng Cộng sản Trung Quốc và Đảng Cộng sản Việt Nam, hiến pháp Lào không thiết lập vững chắc vai trò lãnh đạo của Đảng Nhân dân Cách mạng Lào đối với nhà nước và xã hội. Điều 3 của hiến pháp quy định rằng "Quyền làm chủ đất nước của những người đa dân tộc được thực hiện và bảo đảm thông qua sự vận hành của hệ thống chính trị với Đảng Nhân dân Cách mạng Lào là hạt nhân lãnh đạo." Theo học giả pháp lý Bùi Ngọc Sơn, Điều 3 "không chỉ đơn thuần thể hiện tính chính thống của chủ nghĩa Mác về đội tiên phong của Đảng mà còn đáp ứng mối quan tâm của địa phương về hội nhập đa dạng sắc tộc. Đây là một cam kết không rõ ràng của hiến pháp để phản ứng đối với sự đa sắc tộc của đất nước." Hiến pháp quy định tại Điều 10 rằng Đảng phải tuân theo pháp luật: "[Đảng] phải hoạt động trong giới hạn của Hiến pháp và pháp luật."
Lực lượng vũ trang nhân dân Lào, quân đội, bị hiến pháp giao nhiệm vụ bảo vệ thành quả của cuộc cách mạng và những thành tựu của chế độ Đảng Nhân dân Cách mạng Lào. Điều lệ của Đảng Nhân dân Cách mạng Lào nêu rằng vai trò lãnh đạo chính trị của nó đối với quân đội (và các lực lượng an ninh khác) đến từ Ủy ban Quốc phòng và An ninh Công cộng thuộc Ban Chấp hành Trung ương Đảng Nhân dân Cách mạng Lào (DPSC) và rằng DPSC duy trì quyền kiểm soát trực tiếp, thống nhất và đầy đủ đối với Lực lượng vũ trang nhân dân Lào.

#### Kết quả bầu cử
| Năm  | Khóa | +/–       | Seats |
| ---- | ---- | --------- | ----- |
| 1989 | II   | 65 / 79   | 65    |
| 1992 | III  | 85 / 85   | 20    |
| 1997 | IV   | 98 / 99   | 13    |
| 2002 | V    | 109 / 109 | 11    |
| 2006 | VI   | 113 / 115 | 4     |
| 2011 | VII  | 128 / 132 | 15    |
| 2016 | VIII | 144 / 149 | 16    |
| 2021 | IX   | 158 / 164 | 14    |

Bầu cử Quốc hội bị tổ chức 5 năm 1 lần. Quốc hội bị hiến pháp quy định là cơ quan đại diện cho quyền, và lợi ích của người dân. Cơ quan này bị bầu theo phương thức phổ thông đầu phiếu và bỏ phiếu kín. Luật bầu cử quy định rằng để ứng cử, 1 ứng cử viên phải bị sự chấp thuận của Mặt trận Lào Xây dựng Đất nước. Cơ quan này quyết định xem ứng cử viên có vượt qua các tiêu chí hay không. 1 số tiêu chí là ứng viên phải yêu nước, tận tụy với dân chủ nhân dân, trung thành với cơ chế kinh tế của Đảng, trung với dân tộc, luôn phục vụ lợi ích của nhân dân, có thái độ kiên định, trong sáng, tuyệt đối với bạn và thù. Các tiêu chí khác là ứng viên phải có trình độ hiểu biết đầy đủ về các chính sách và chương trình chiến lược của Đảng, và các quy định pháp luật của Nhà nước, có năng lực tuyên truyền, vận động mọi người nhận thức và tham gia trong việc thực hiện chính sách của Đảng và pháp luật của Nhà nước.
Tại cuộc bầu cử năm 2016, 210 ứng cử viên cạnh tranh 149 ghế trong Quốc hội khóa VII. Stuart-Fox cho rằng các thành viên Đảng Nhân dân Cách mạng Lào sẽ không dại gì giảm cơ hội thăng tiến trong Đảng bằng cách chất vấn quá kỹ các nhà lãnh đạo của chính họ. Holly High không đồng ý, và cho rằng mặc dù trong quá khứ Quốc hội thường mang tính biểu tượng đại diện chính trị và thực hiện các chỉ thị của Đảng, nhận thức đã thay đổi trong những năm gần đây. High nhấn mạnh rằng Chủ tịch Quốc hội Pany Yathotou đã tìm cách đơn giản hóa quy trình theo đó các cử tri có thể liên hệ với các đại biểu bị bầu. Quốc hội đã thiết lập 1 đường dây để bất kỳ công dân Lào nào cũng có thể liên hệ với đại biểu Quốc hội qua cuộc gọi miễn phí, thư hoặc e-mail. Tại phiên họp toàn thể giữa năm của Quốc hội năm 2012, các đại biểu đã nhận được 280 cuộc gọi trong 17 ngày. Phần lớn các khiếu nại là về việc xử lý các vấn đề đất đai và đền bù.

### Chủ nghĩa tiên phong
Đảng Nhân dân Cách mạng Lào tự coi mình là "người đại diện trung thành duy nhất cho lợi ích của giai cấp công nhân, nhân dân lao động thuộc các dân tộc Lào và toàn thể nhân dân Lào." Giống như Đảng Cộng sản Việt Nam, Đảng Nhân dân Cách mạng Lào tin rằng chủ nghĩa xã hội chỉ có thể thành công nếu có 1 Đảng cách mạng chân chính và kỷ luật. Như vậy, Đảng tự coi mình là lực lượng chỉ đạo cách mạng xã hội chủ nghĩa và xây dựng xã hội chủ nghĩa, đồng thời coi mình là người có trách nhiệm tuyên truyền các giá trị của chủ nghĩa Mác. Có nghĩa là, Đảng tự coi mình là 1 đảng tiên phong. Kayasone Phomvihane từng nói với The New York Times rằng "Nhân dân Lào luôn tin tưởng và nhất trí với sự lãnh đạo của Đảng Nhân dân Cách mạng vì Đảng là Đảng của dân, từ nhân dân mà ra, và vì nhân dân phục vụ. Đảng của chúng tôi chưa thấy có nhu cầu thành lập các Đảng phái chính trị khác".
Tài liệu nghiên cứu của Đảng cho rằng những thế hệ đi trước chống lại sự áp bức của Pháp - như Ong Keo, Kommadam, Chao-Fa Patchai và Pho Kadout - thất bại vì không có Đảng lãnh đạo. Cán bộ Đảng dạy rằng họ là "đội tiên phong của cuộc cách mạng" vì Đảng thấu hiểu được những mâu thuẫn trong xã hội Lào và, trong cuộc Nội chiến Lào, hiểu rằng cách duy nhất để có được 1 nước Lào tự do là thông qua đấu tranh vũ trang. Do đó, Đảng Nhân dân Cách mạng Lào định nghĩa 1 cán bộ tốt là người "trung thành với dân tộc và sẵn sàng vì Nhân dân phục vụ, vâng lời lãnh đạo mà không thắc mắc, giữ kỷ luật tốt, tôn trọng hệ thống, hoàn thiện bản thân thông qua học tập [... ] [và] kiên quyết, dũng cảm và không nản lòng khi đối mặt với khó khăn."

## Tổ chức

### Tổ chức trung ương
Đại hội đại biểu toàn quốc là cơ quan cao nhất của đảng, bị triệu tập 5 năm 1 lần. Theo điều lệ Đảng, Ban Chấp hành Trung ương triệu tập đại hội toàn quốc. Điều lệ đảng trao cho Đại hội những trách nhiệm sau:
1. nghe Báo cáo chính trị của Ban Chấp hành Trung ương sắp mãn nhiệm;
2. thẩm tra Báo cáo chính trị của Ban Chấp hành Trung ương sắp mãn nhiệm;
3. thông qua Kế hoạch Phát triển Kinh tế - Xã hội 5 năm;
4. bầu Ban Chấp hành Trung ương;
5. thảo luận và ban hành các chính sách của Đảng;
6. sửa đổi điều lệ Đảng.

Giữa 2 kỳ đại hội, Ban Chấp hành Trung ương là cơ quan lãnh đạo cao nhất. Ban Chấp hành Trung ương bầu ra thành viên của 1 số cơ quan. Hội nghị lần thứ 1 Ban Chấp hành Trung ương mới sẽ bầu chọn Tổng bí thư của Đảng, Ủy ban Quốc phòng và Công an, Ban Bí thư, Bộ Chính trị, và Ủy ban Kiểm tra Trung ương. Bộ Chính trị thực hiện chức năng, quyền hạn của Ban Chấp hành Trung ương khi Ban Chấp hành Trung ương không họp. Ủy ban Quốc phòng và Công an là cơ quan ra quyết định cao nhất liên quan đến các vấn đề quân sự và an ninh trong Đảng, đồng thời kiểm soát các hoạt động của Lực lượng Vũ trang Nhân dân Lào. Tổng Bí thư Đảng Nhân dân Cách mạng Lào là chủ tịch Ủy ban Quốc phòng và Công an. Trong khi đó, Ban Bí thư là cơ quan thực hiện cao nhất và do Tổng Bí thư Đảng Nhân dân Cách mạng Lào đứng đầu, Chủ tịch Ủy ban Kiểm tra Trung ương đứng vị trí thứ 2, và Thường trực Ban Bí thư đứng thứ 3. Bí thư Đảng Nhân dân Cách mạng Lào có thể đứng đầu hoặc làm việc trong các Ủy ban Trung ương, các cơ quan ngôn luận như Pasaxon và Alun Mai, v.v. Ủy ban Kiểm tra Trung ương giải quyết các vấn đề kỷ luật liên quan đến Đảng viên. Hành vi điều tra từ đút lót hối lộ đến các hoạt động chống phá Đảng, phản cách mạng và nhìn chung bao gồm tất cả các trường hợp vi phạm điều lệ Đảng.

### Tổ chức cấp thấp hơn
Đoàn Thanh niên Cách mạng Nhân dân Lào (LPRYU) là liên đoàn thanh niên của Đảng Nhân dân Cách mạng Lào. Đoàn bị thành lập vào năm 1983, dựa trên mô hình tổ chức Đảng Nhân dân Cách mạng Lào; có Tổng Bí thư, Bộ Chính trị, Ban Bí thư và Ban Chấp hành Trung ương. Đoàn triệu tập đại hội toàn quốc 5 năm 1 lần; và cơ quan ngôn luận là, tờ Num Lao.

## Ý thức hệ
Chủ nghĩa Mác-Lênin và Tư tưởng Kaysone Phomvihane (2016 trở đi) là hệ tư tưởng chính thức của Đảng. Vào năm 1970, Kaysone Phomvihane từng nói rằng: "Những chiến thắng vang dội của các dân tộc Đông Dương trong một phần tư thế kỷ qua không thể tách rời việc truyền bá chủ nghĩa Mác-Lênin vào Đông Dương, cung cấp kim chỉ nam hành động cho mọi hành động và chỉ ra cách thức thiết thực để tiến lên cách mạng Lào." Tài liệu của Đảng lưu ý thêm rằng chính Karl Marx và Friedrich Engels đã khám phá ra các nguyên tắc phổ quát của chủ nghĩa cộng sản.
Tháng 12 năm 1975, tại Hội nghị lần thứ 3 của Ban Chấp hành Trung ương khóa II, Đảng đã nêu ý định bỏ qua giai đoạn tư bản chủ nghĩa để tiến lên chủ nghĩa xã hội. Trong phiên họp đó, Đảng đã coi việc chuyển đổi xã hội chủ nghĩa đối với nông nghiệp (tập thể hóa) là không phù hợp với trình độ phát triển của đất nước. Đảng Nhân dân Cách mạng Lào sau đó bỏ ý định xóa bỏ các quan hệ tài sản tư bản chủ nghĩa. Nguyên nhân là do "trình độ trưởng thành về chính trị và văn hóa của đất nước còn thấp, năng lực tổ chức yếu kém của Đảng Nhân dân Cách mạng Lào và sự non nớt của khu vực nhà nước khiến không thể bỏ qua chủ nghĩa tư bản và bắt đầu ngay việc xây dựng chủ nghĩa xã hội". Do đó, Đảng đã quyết định chiến lược lâu dài quá độ lên chủ nghĩa xã hội: (1) tìm cách xóa bỏ dấu vết của cả đế quốc, thực dân và phong kiến, đồng thời xây dựng chế độ dân chủ nhân dân bằng cách mở rộng quyền lực hành chính từ trung ương đến cơ sở; và (2) ổn định đời sống nhân dân bằng cách thiết lập lại quan hệ tư bản chủ nghĩa cùng với thiết lập quan hệ sản xuất mới xã hội chủ nghĩa.
Tháng 10 năm 1975, Hội nghị toàn thể lần thứ 3 Ban Chấp hành Trung ương khóa II đã làm rõ thêm tư tưởng của Đảng. Kaysone Phomvihane tin rằng Lào đang phải đối mặt với một cuộc đấu tranh chống lại chủ nghĩa đế quốc Mỹ và các chính phủ bù nhìn của Mỹ. Điều này bị Phomvihane xác định là 1 phần của cuộc đấu tranh giữa chủ nghĩa xã hội và chủ nghĩa tư bản. Tại Hội nghị lần thứ 5 của Ban Chấp hành Trung ương khóa II, Kaysone Phomvihane phát biểu rằng "cuộc đấu tranh chống chủ nghĩa đế quốc, cuộc đấu tranh giữa chúng và ta, đấu tranh giai cấp và đấu tranh xây dựng một chế độ mới đều liên quan đến 'ai thắng ai'. giữa chủ nghĩa xã hội và chủ nghĩa tư bản". Vào tháng 2 năm 1977, Hội nghị lần thứ 4 của Ban Chấp hành Trung ương khóa II đã quyết định rằng quốc hữu hóa và tập thể hóa là những phương tiện để thực hiện điều này. Kaysone Phomvihane châm biếm "việc xóa bỏ chế độ sở hữu và bóc lột phong kiến, tịch thu tài sản của bọn phong kiến phản động và bọn tư bản chủ nghĩa... [và] xây dựng quan hệ sản xuất xã hội chủ nghĩa trong nền kinh tế quốc doanh dựa trên hai hình thức sở hữu chính: sở hữu toàn dân và sở hữu tập thể."

Năm 1979, tại Hội nghị lần thứ 7 của Ban Chấp hành Trung ương khóa II, đường lối của Đảng thay đổi, nhấn mạnh việc đưa quan hệ thị trường vào nền kinh tế. Quyết định này được đưa ra dựa trên ý kiến cho rằng quá độ lên chủ nghĩa xã hội là 1 quá trình lịch sử lâu dài và Lào vẫn đang trong giai đoạn đầu của chủ nghĩa xã hội. Đảng khẳng định rằng nhà nước và doanh nghiệp tập thể sẽ đóng 1 vai trò quan trọng trong nền kinh tế, và chủ nghĩa tư bản nhà nước, sở hữu tư nhân và hoạt động kinh tế cá thể sẽ tiếp tục và bị nhà nước sử dụng để xây dựng xã hội chủ nghĩa. Theo nhà kinh tế Norihiko Yamada:
... chủ nghĩa xã hội mất đi ý nghĩa thực chất của nó và không còn được coi là mục tiêu quốc gia hiện thực. Trong khi chủ nghĩa xã hội vẫn là mục tiêu cuối cùng của Đảng Nhân dân Cách mạng Lào, như ngày nay, Đảng này thừa nhận rằng thời kỳ quá độ sẽ kéo dài hơn dự kiến. Mặc dù Đảng không từ bỏ chủ nghĩa xã hội, nhưng không chắc quá trình này sẽ kéo dài bao lâu và khi nào thì công cuộc xây dựng chủ nghĩa xã hội sẽ hoàn thành. Nói cách khác, chủ nghĩa xã hội đã trở thành lý tưởng. Thay vào đó, tái thiết sau chiến tranh và thiết lập những nền tảng cần thiết để xây dựng nhà nước đã trở thành mục tiêu thực tế của nhà nước.
 Ban đầu, cải cách thị trường bị thúc đẩy dưới sự bảo trợ của Cơ chế quản lý kinh tế xã hội chủ nghĩa, và đến năm 1984 là Cơ chế quản lý kinh tế mới. 2 thuật ngữ này nhấn mạnh tầm quan trọng của quản lý nhà nước đối với nền kinh tế. Đảng Nhân dân Cách mạng Lào vẫn cho rằng "kinh tế nhà nước, kinh tế tập thể và chủ nghĩa tư bản nhà nước dựa trên nguyên tắc của nền kinh tế kế hoạch, trong khi khu vực tư nhân và cá thể dựa trên nguyên tắc quan hệ hàng hóa - tiền tệ." Tại Phiên họp lần thứ 8 của Ban Chấp hành Trung ương khóa II, Kaysone Phomvihane phát biểu rằng cuộc đấu tranh giữa chủ nghĩa xã hội và chủ nghĩa tư bản đã bước sang 1 giai đoạn mới và phức tạp. Tại Đại hội đại biểu toàn quốc lần thứ III, Kaysone Phomvihane đã làm rõ thêm tuyên bố của mình, cho rằng cuộc đấu tranh này là giữa những người ủng hộ và phản đối cải cách kinh tế. Trước sự phản đối của các quan chức Đảng, trong đó có những người thân thiết với Nouhak Phoumsavanh, Kaysone Phomvihane đã đưa thuật ngữ Tư duy Mới vào diễn văn ý thức hệ tại Đại hội toàn quốc lần thứ IV. Thuật ngữ này bị định nghĩa đối lập với cái mà Kayasone Phomvihane gọi là "tư duy cũ":
"Trước đây, chúng ta xác định cuộc đấu tranh cơ bản ở nước ta là cuộc đấu tranh giữa chủ nghĩa xã hội và chủ nghĩa tư bản và cho rằng muốn quá độ lên chủ nghĩa xã hội, chúng ta phải giải quyết cuộc đấu tranh này và cuộc đấu tranh giữa sở hữu tập thể và sở hữu tư nhân. Điều này cho thấy một sự hiểu lầm. Mặc dù chúng ta phải phân biệt đâu là kẻ thù và ta, nhưng khi chúng ta quá độ lên chủ nghĩa xã hội, căn cứ vào điều kiện xã hội, việc giải quyết cuộc đấu tranh đó không phải là ưu tiên hàng đầu.
 

Xét tình hình kinh tế - xã hội nước ta hiện nay, cuộc đấu tranh cơ bản nhất mà cách mạng phải giải quyết là cuộc đấu tranh giữa lực lượng sản xuất lạc hậu và sức sản xuất ngày càng tăng để phục vụ nhu cầu trong xã hội đang ngày càng tăng lên".
"Đôi khi trong quá khứ, họ [các nhà lãnh đạo] không có can đảm để nói thẳng thắn về sự thật, khó khăn và thiếu sót trong công việc của mình với người dân, mà họ chỉ cố gắng nói về những thành tích và chiến công. Đó không phải là một cách suy nghĩ khoa học, và điều đó là sai lầm [...] Nói đúng với thực tế là tư duy mới... Tin dân, nói thật, nói thẳng với dân là tư duy mới, phong cách làm việc mới. Ngược lại, không tin dân, xuyên tạc sự thật, che giấu những khó khăn, khuyết điểm, là lối tư duy lạc hậu, lối cũ, lối tư duy cũ là chủ quan, nóng vội. [...] Một ví dụ của lối tư duy cũ là: chỉ thấy được những mặt tiêu cực của thành phần kinh tế phi xã hội chủ nghĩa mà chưa thấy được lợi thế của nó trong phát triển kinh tế và nâng cao đời sống của nhân dân. Do đó, chúng tôi cho rằng thay đổi sở hữu tư liệu sản xuất là chìa khóa để phát triển năng lực sản xuất, từ đó tự động sẽ cải thiện cuộc sống của người dân."
Trong khi các cải cách kinh tế làm tăng tăng trưởng kinh tế và nâng cao mức sống, các cải cách cũng tạo ra cái mà Đảng Nhân dân Cách mạng Lào gọi là "các hiện tượng tiêu cực" như tham nhũng, gian lận, chênh lệch kinh tế và bất bình đẳng thu nhập. Chủ tịch Đảng Nhân dân Cách mạng Lào Khamtai Siphandon do đó đã khởi xướng 1 chiến dịch củng cố các giá trị xã hội chủ nghĩa, và nói với Đảng rằng "kiểm soát tuyến cơ sở và người dân là một cuộc đấu tranh nghiêm túc 'ai sẽ thắng ai?' giữa kẻ thù và chúng ta." Sau đó, ủy viên Ban Bí thư Chueang Sombounkhan đã công bố trên Alun Mai 1 bài báo làm rõ quan điểm của Đảng đối với chủ nghĩa xã hội: "để chuẩn bị cho giai đoạn quá độ, cần phải dành một khoảng thời gian nhất định, có nghĩa là 'quá độ cho quá độ' hoặc 'quá độ gián tiếp', để đạt tới chủ nghĩa xã hội. Nói chung, con đường chuyển tiếp như vậy là con đường dài nhất, một con đường phức tạp và khó khăn. " Theo lời của Yamada:
"[Đảng Nhân dân Cách mạng Lào] tuyên bố rằng Lào đang trong quá trình chuyển đổi hoặc trong một quá trình chuyển đổi siêu dài và các khía cạnh tiêu cực của tăng trưởng kinh tế là do quá trình này gây ra. Đảng đã sử dụng lập luận này để hợp pháp hóa đường lối của họ cũng như để tầm thường hóa các vấn đề. Tuy nhiên, ngay cả khi một lý thuyết như vậy có thể hợp thức hóa quá trình quá độ lâu dài lên chủ nghĩa xã hội và những vấn đề đi kèm, nó không nhất thiết giải quyết được khoảng cách giữa chủ nghĩa xã hội và kinh tế thị trường. Nói cách khác, Đảng không có biện pháp lý luận để giải quyết các vấn đề, ngoại trừ chủ nghĩa xã hội. Vì vậy, Đảng đã tầm thường hóa các vấn đề nảy sinh từ phát triển kinh tế như một cuộc đấu tranh ý thức hệ. "
Năm 2006, tại Đại hội đại biểu toàn quốc lần thứ VIII, Đảng Nhân dân Cách mạng Lào tìm cách làm rõ quan điểm của chủ nghĩa Mác-Lê nin. Nó quyết định rằng chừng nào các chính sách của Đảng là (i) phát triển sức mạnh kinh tế; (ii) củng cố nhà nước và đảm bảo ổn định chính trị; và (iii) cải thiện mức sống và tạo ra lợi ích cho người dân thì nó là xã hội chủ nghĩa. Báo cáo chính trị của Ban Chấp hành Trung ương lần thứ VII trình Đại hội đại biểu toàn quốc lần thứ VIII chỉ ra để đạt được mục tiêu lâu dài mà Đảng đã xác định, phải coi công nghiệp hóa, hiện đại hóa là ưu tiên trong phát triển vì csự nghiệp xã hội chủ nghĩa có cùng mục tiêu và đích đến như công nghiệp hóa, hiện đại hóa. Vì vậy, Đảng đã cố gắng làm rõ lý do tại sao việc sử dụng thị trường để xây dựng chủ nghĩa xã hội là hợp lý và hợp pháp Đảng cho rằng xây dựng nhà nước thành công là điều kiện tiên quyết để tạo ra các điều kiện xã hội chủ nghĩa. Đến Đại hội đại biểu toàn quốc lần thứ IX, Tổng Bí thư Đảng Nhân dân Cách mạng Lào Choummaly Sayasone nhấn mạnh tầm quan trọng của việc tăng cường công tác tư tưởng và hiểu biết:
"[Chúng ta phải] tiếp tục kiên định chủ nghĩa Mác - Lê-nin và lý tưởng xã hội chủ nghĩa, chú ý nghiên cứu, nắm vững một số nguyên lý cơ bản của chủ nghĩa Mác - Lê-nin, vận dụng sáng tạo, phù hợp tình hình thực tiễn của Nhà nước ta bằng cách điều chỉnh đường lối của Đảng đối với yêu cầu phát triển đất nước. Để chỉ đạo thực tiễn Đảng lãnh đạo và giải quyết các vấn đề một cách hợp lý, chúng ta luôn rút ra bài học kinh nghiệm từ thực tiễn và kiên định đường lối đổi mới bằng cách chống chủ nghĩa giáo điều, chủ nghĩa nguyên thủy, chủ nghĩa chủ quan, chủ nghĩa cấp tiến và tư tưởng không nắm chắc tình hình thực tiễn và nguyên tắc của công cuộc đổi mới ".
Đến năm 2016, Đảng đã hiện đại hóa khuôn khổ tư tưởng. Tư tưởng Kaysone Phomvihane đã bị bổ sung vào điều lệ Đảng. Bằng cách này, Đảng đã tìm cách hợp pháp hóa sự cai trị của Đảng và các chính sách kinh tế của Đảng hơn nữa. Đảng Nhân dân Cách mạng Lào chưa bao giờ đặt tên 1 lý thuyết theo tên 1 cá nhân trước đây; không giống như Đảng Cộng sản Trung Quốc đã áp dụng Tư tưởng Mao Trạch Đông, Lý luận Đặng Tiểu Bình, và Tư tưởng Tập Cận Bình, Đảng Cộng sản Việt Nam áp dụng Tư tưởng Hồ Chí Minh; Chủ nghĩa Kimilsung-Kimjongil của Đảng Công nhân Hàn Quốc; và Chủ nghĩa Fidel ở Cuba. Trong khi Đảng không giải thích được ý nghĩa của thuật ngữ này tại Đại hội đại biểu toàn quốc lần thứ X, thì bản thân thuật ngữ này đôi khi đã bị sử dụng trước đó. Để kỷ niệm 85 năm ngày sinh Kaysone Phomvihane vào năm 2006, Đảng Nhân dân Cách mạng Lào đã tổ chức hội thảo "Tư tưởng Kaysone Phomvihane trong việc xây dựng và phát triển chế độ dân chủ nhân dân trên con đường xã hội chủ nghĩa". Hội thảo đã ca ngợi Phomvihane là nhà tư tưởng và nhà lý luận chủ chốt của Đảng, người khởi xướng công cuộc cải cách năm 1979, và là người thừa kế của Marx và Vladimir Lenin, những người đã vận dụng sáng tạo chủ nghĩa Mác-Lênin vào Lào. Tư tưởng Kaysone Phomvihane bị xác định là lý luận nền tảng cho công cuộc đổi mới Đảng và là kim chỉ nam cho Đảng và cho đất nước.

## Quan hệ với các đảng khác
Đảng Nhân dân Cách mạng Lào duy trì quan hệ với các đảng cộng sản và công nhân không cầm quyền và tham dự các hội nghị cộng sản quốc tế, trong đó có Cuộc gặp Quốc tế các đảng cộng sản và công nhân. Đảng duy trì quan hệ với Đảng Cộng sản Việt Nam, Đảng Cộng sản Cuba, Đảng Cộng sản Trung Quốc, Đảng Lao động Triều Tiên và Đảng Nhân dân Campuchia.

## Trích dẫn
Sách:
- Wescott, Clay (2003). “Combating Corruption in Southeast Asia”.  Trong Frank-jurgen Richter & John Kidd (biên tập). Fighting Corruption In Asia: Causes, Effects And Remedies. World Scientific. ISBN 978-9814486934.
- Son, Bui Ngoc (2020). Constitutional Change in the Contemporary Socialist World. Oxford University Press. ISBN 978-0198851349.
- Stuart-Fox, Martin (2002). Buddhist Kingdom, Marxist State: The Making of Modern Laos (ấn bản thứ 2). University of Michigan. ISBN 978-9748496481.
- Stuart-Fox, Martin (2008). A History of Laos (ấn bản thứ 2). Cambridge University Press. ISBN 978-0521597463.
- Stuart-Fox, Martin (2008). Historical Dictionary of Laos. Scarecrow Press. ISBN 978-0-81086-411-5.

Luận án:
- Punya, Supitcha (tháng 1 năm 2019). Restructuring Domestic Institutions: Democratization and Development in Laos (PDF) (Luận văn). Humboldt University of Berlin.
- Soukamneuth, Bounlonh J. (tháng 8 năm 2006). The Political Economy of Transition in Laos: From Peripheral Socialism to the Margins of Global Capital (PDF) (Luận văn). Cornell University.

Tạp chí khoa học:
- Creak, S.; Sayalath, S. (2017). “Regime Renewal in Laos: The Tenth Congress of the Lao People's Revolutionary Party” (PDF). Southeast Asian Affairs: 177–200. doi:10.1355/9789814762878-014. S2CID 157560697.
- Creak, Simon; Barney, Keith (2018). “Conceptualising Party-State Governance and Rule in Laos”. Journal of Contemporary Asia. 48 (5): 693–716. doi:10.1080/00472336.2018.1494849. S2CID 158403649.
- Gunn, Geoffrey (2007). “Laos in 2006: Changing of the Guard”. Asian Survey. University of California Press. 47 (1): 183–188. doi:10.1525/as.2007.47.1.183. JSTOR 10.1525/as.2007.47.1.183.
- Gunn, Geoffrey (2017). “Laos in 2016: Difficult History, Uncertain Future”. Asian Survey. University of California Press. 57 (1): 206–210. doi:10.1525/as.2017.57.1.206. JSTOR 26367743.
- High, Holly (2013). “LAOS IN 2012: In the Name of Democracy”. Southeast Asian Affairs. ISEAS–Yusof Ishak Institute: 137–152. JSTOR 23471141.
- Meng, Ng Shui (1993). “LAOS 1992: At the Crossroads”. Southeast Asian Affairs. ISEAS–Yusof Ishak Institute. 1993: 185–200. doi:10.1355/SEAA93J. JSTOR 27912075.
- Stuart-Fox, Martin (Autumn 1983). “Marxism and Theravada Buddhism: The Legitimation of Political Authority in Laos”. Pacific Affairs. University of British Columbia. 56 (3): 428–454. doi:10.2307/2758191. JSTOR 2758191.
- Stuart-Fox, Martin (2007). “LAOS: Politics in a Single-party State”. Southeast Asian Affairs. ISEAS–Yusof Ishak Institute. 2007: 161–180. doi:10.1355/SEAA07H. JSTOR 27913331. S2CID 154538190.
- Yamada, Norihiko (2018). “Legitimation of the Lao People's Revolutionary Party: Socialism, Chintanakan Mai (New Thinking) and Reform”. Journal of Contemporary Asia. 58 (5): 717–738. doi:10.1080/00472336.2018.1439081. S2CID 158837854.
- Brown, MacAlister; Zasloff, Joseph J. (1976). “Laos in 1975: People's Democratic Revolution — Lao Style”. Asian Survey. University of California Press. 16 (2): 193–199. doi:10.2307/2643148. JSTOR 2643148.

Báo cáo:
- Zasloff, Joseph J. (Autumn 1973). “THE PATHET LAO: Leadership and Organization” (PDF). Defense Advanced Research Projects Agency. Bản gốc (PDF) lưu trữ ngày 5 tháng 7 năm 2020. Truy cập ngày 18 tháng 6 năm 2021. Chú thích journal cần |journal= (trợ giúp)